# Llagost pedra del romaní
El llagost pedra del romaní (Acinipe eulaliae) és una espècie d’ortòpter saltamartí (subordre Caelifera) de la família dels panfàgids (Pamphagidae). Va ser descrit per Josep Maria Olmo-Vidal l’any 2009, i el seu nom en llatí (Acinipe eulaliae) és en honor d’Eulàlia Recolons, amiga del descriptor de l'espècie i amant dels hàbitats de matollars de romaní catalans (Olmo-Vidal, 2009).

## Distribució
Només es troba al nord-est de la península Ibèrica, és un saltamartí endèmic de la zona de les comarques de l'Alt Penedès i el Garraf. Les poblacions d’A. Eulaliae suposen les poblacions conegudes més nòrdiques del gènere Acinipe a Europa (Olmo-Vidal, 2009).
Només 10 exemplars han estat recollits fins a l’actualitat, i les subpoblacions són probablement petites. Estan isolades, la població sembla estar molt fragmentada perquè els adults no tenen la capacitat de volar (IUCN, 2022).

## Hàbitat
Es troben brolles calcícoles, sobretot de romaní (Salvia rosmarinus) i farigola (Thymus vulgaris), entre els 430 i 475 m d’altitud (Generalitat de Catalunya, 2020).

## Descripció
Mascles: Color marró i gris amb taques blanques i negres. Antenes amb 15 segments. Els genitals, en visió lateral, tenen les vàlvules del penis llargues, en direcció cap amunt. La cara ventral del penis una mica còncava a la zona mitjana, epifal·lus amb una filera de dents grans.
Femelles: similars als mascles però de mida major. Des de sota, les vàlvules amb una forma triangular i una carina transversal.
L’aparença externa de les diferents espècies del gènere Acinipe  és molt homogènia, sobretot en femelles, de manera que A. eulaliae es pot confondre amb A. Deceprtoria (Bolívar, 1878) i A. Segurensis (Bolívar, 1908).
Això no obstant, els mascles d’A. Eulaliae tenen, en vista lateral, un fastigi de forma arrodonida. També tenen un penis més esvelt i en direcció més cap amunt que A. Segurensis. En femelles, les vàlvules ventrals vistes des de sota són més triangulars en A. Eulaliae que en A. Deceprtoria i A. Segurensis (Olmo-Vidal, 2009).

## Estat de conservació
Distribució restringida de l'espècie fa que sigui considerada una espècie en perill d’extinció, i consta dins el Catàleg de la fauna salvatge autòctona amenaçada de Catalunya (Olmo-Vidal, 2009).
El fet que A. Eulaliae visqui, s'alimenti i es basi en la planta del romaní posa en perill les poblacions de l'espècie. Les brolles de romaní són un hàbitat poc apreciat, afectat per les rompudes i urbanitzacions, que suposen les principals amenaces de l'espècie (Generalitat de Catalunya, 2020).